# Huamalíes
Huamalíes is een provincie in de regio Huánuco in Peru. De provincie heeft een oppervlakte van 3.145 km² en telt 75.505 inwoners (2015). De hoofdplaats van de provincie is het district Llata.

## Bestuurlijke indeling
De provincie Huamalíes is verdeeld in elf districten, UBIGEO tussen haakjes:
- (100502) Arancay
- (100503) Chavín de Pariarca
- (100504) Jacas Grande
- (100505) Jircan
- (100501) Llata, hoofdplaats van de provincie
- (100506) Miraflores
- (100507) Monzón
- (100508) Punchao
- (100509) Puños
- (100510) Singa
- (100511) Tantamayo

Ambo · Dos de Mayo · Huacaybamba · Huamalíes · Huánuco · Lauricocha · Leoncio Prado · Marañón · Pachitea · Puerto Inca · Yarowilca